# Ondřej Vaněk (politik)
Ondřej Vaněk (* 16. června 1929 Luženičky) byl český a československý politik KSČ, za normalizace ministr zemědělství České socialistické republiky.

## Biografie
V roce 1945 se vyučil kovářem a do roku 1949 pracoval na hospodářství rodičů. Absolvoval kurz pro přípravu pracujících na vysoké školy a v období let 1949-1953 vystudoval Vysokou školu zemědělskou v Praze a Zootechnickou fakultu Vysoké školy zemědělské v Brně. Roku 1953 nastoupil jako zootechnik v Chebu. V letech 1956-1960 působil coby hlavní inženýr Krajské plemenářské správy v Gottwaldově. V období let 1960-1966 pracoval jako technický náměstek Krajské plemenářské správy Veselí nad Lužnicí, přičemž do roku 1967 zde působil na postu ředitele. Od roku 1967 do roku 1972 pracoval jako ředitel Plemenářského podniku Ústrašice. Pak působil ve vládních úřadech. V letech 1972-1975 byl ředitelem odboru na českém ministerstvu zemědělství a výživy a od roku 1975 náměstkem ministra. Angažoval se v KSČ, byl členem Okresního výboru KSČ a členem jejího okresního předsednictva. Zasedal v komisi Ústředního výboru Komunistické strany Československa pro zemědělství a výživu. Bylo mu udělenu Vyznamenání Za vynikající práci a Vyznamenání Za zásluhy o výstavbu.
V červnu 1986 byl jmenován členem české vlády Josefa Korčáka, Ladislava Adamce a Františka Pitry jako ministr zemědělství a výživy. Ve funkci setrval do prosince 1989.
Publikoval odborné práce z oboru plemenářství.